# Kölsträckning

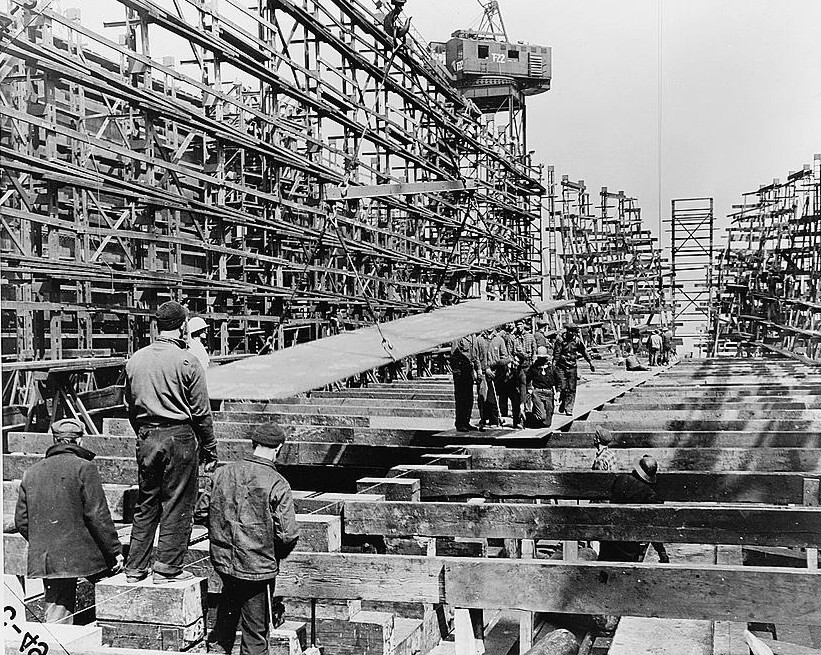
Kölsträckning av ett fartyg av Victory-klass på Bethlehem-Fairfield skeppsvarv.

Kölsträckning är det första momentet när ett fartyg ska byggas. Kölsträckningen, då kölen placeras på stapelbädden, har genom historien haft stor ceremoniell betydelse. Vid kölsträckningen närvarar ofta företrädare för skeppsvarvet där fartyget byggs samt beställarna, vanligtvis det rederi som till slut ska vara fartygets ägare.